# Levallois SC
Levallois SC, właśc. Levallois Sporting Club Football – francuski klub piłkarski z siedzibą w Levallois-Perret.

## Historia
Klub został założony w 1894 jako Football Club de Levallois (FC Levallois). W 1895–1897 trzykrotnie wziął udział w rozgrywkach o mistrzostwo Francji. Następnie został rozwiązany, a w 1898 założony na nowo jako Football Étoile Club de Levallois (FEC Levallois). W 1928 przyjął nazwę FC Levallois, a w 1950 dokonał fuzji z Racing Club de Colombes, tworząc Racing Club de Levallois (RC Levallois). W 1983 stał się sekcją piłkarską klubu Levallois Sporting Club Football (Levallois SC). Między 1992 a 2007 rozegrał pięć sezonów na poziomie czwartej ligi. W 2009 dokonano fuzji drużyny seniorów z Racing Club de France Football, w wyniku czego w klubie pozostały jedynie sekcje juniorskie.

### Historia występów w mistrzostwach Francji
| Sezon | Miejsce     | Uwagi                                       |
| ----- | ----------- | ------------------------------------------- |
| 1895  | ćwierćfinał | mistrzostwa rozegrane w systemie pucharowym |
| 1896  | 4.          |                                             |
| 1897  | 7. (spadek) |                                             |

## Reprezentanci kraju grający w klubie
Stan na grudzień 2023
|  | - Walid Mesloub - Eddy Bembuana-Keve - Gaston Barreau - Jean Batmale - Marcel Capelle - Ernest Clère - Maurice Gastiger - André Grillon - Jean Le Bidois - Lucien Letailleur |  | - Georges Moreel - André Rollet - Alex Thépot - Marcel Triboulet - Ernest Vaast - Sylvio Breleur - Steve Haguy - Ibrahima Traoré - Davidson Charles - Windsor Noncent |  | - Sergio Pupovac - Mamadou Kanté - Ousmane Samba - Abdoulahy Sangaré - Mohammed Ali Shatrit - Pape Seydou Diop - Mathias Ranégie - Charles Kokougan - Didier Drogba |